# 大郡伯第门楼
大郡伯第门楼位于中国安徽省黄山市歙县许村镇许村。
大郡伯第门楼原为许氏支祠种福厅大门，由福建汀州府知府许伯升建于明万历年间，上款“赐进士第湖广武昌府推官唐中楫晖为中宪大夫”。门楼为四柱三间五楼式，高11米，三层飞檐，斗栱外伸，雕刻细腻精美。
2006年5月，大郡伯第门楼作为许村古建筑群的子项，被列为第六批全国重点文物保护单位。2012年重修。